# 三田市立志手原小学校
三田市立志手原小学校（さんだしりつ しではらしょうがっこう）は、兵庫県三田市志手原にある公立小学校。

## 沿革
- 1873年（明治6年） - 長尾小学校として創立。
- 1900年（明治33年） - 志手原尋常小学校と改称。
- 1941年（昭和16年） - 志手原国民学校と改称。
- 1947年（昭和22年） - 志手原小学校と改称。
- 1956年（昭和31年） - 三田町立志手原小学校と改称。
- 1958年（昭和33年） - 三田市立志手原小学校と改称。

## 通学区域
- 虫尾区、尼寺区、志手原区、成谷区、香下区、砥石川区、上野台区、桜ケ丘区、有馬富士区[1]

## 進学先中学校
公立学校は、三田市立上野台中学校に進学

## 通学区域が隣接している学校
- 三田市立高平小学校
- 三田市立小野小学校
- 三田市立広野小学校
- 三田市立すずかけ台小学校
- 三田市立松が丘小学校
- 三田市立三輪小学校
- 宝塚市立西谷小学校